# Slingesläktet
Slingesläktet (Myriophyllum) är ett växtsläkte med sötvattensväxter inom familjen slingeväxter (Haloragaceae) med cirka 45 arter, som även kallas tusenblad. De förekommer över nästan hela världen.
Växterna i slingesläktet är monoika vattenväxter med endast den blombärande delen av stammen ovan vattenytan, de nedsänkta, ofta kransställda bladen hårfint kamdelade, med i de övre bladvecken sittande eller i toppställda ax samlade små obetydliga blommor, samt fyrdelad klyvfrukt.
I Sverige förekommer axslinga, hårslinga och kransslinga.

## Bildgalleri

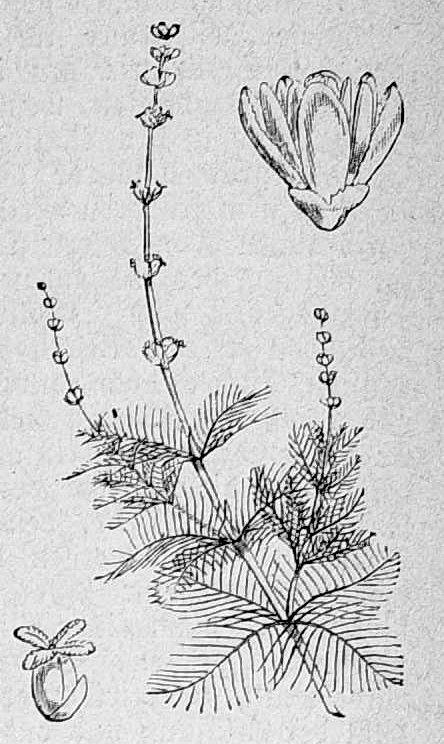
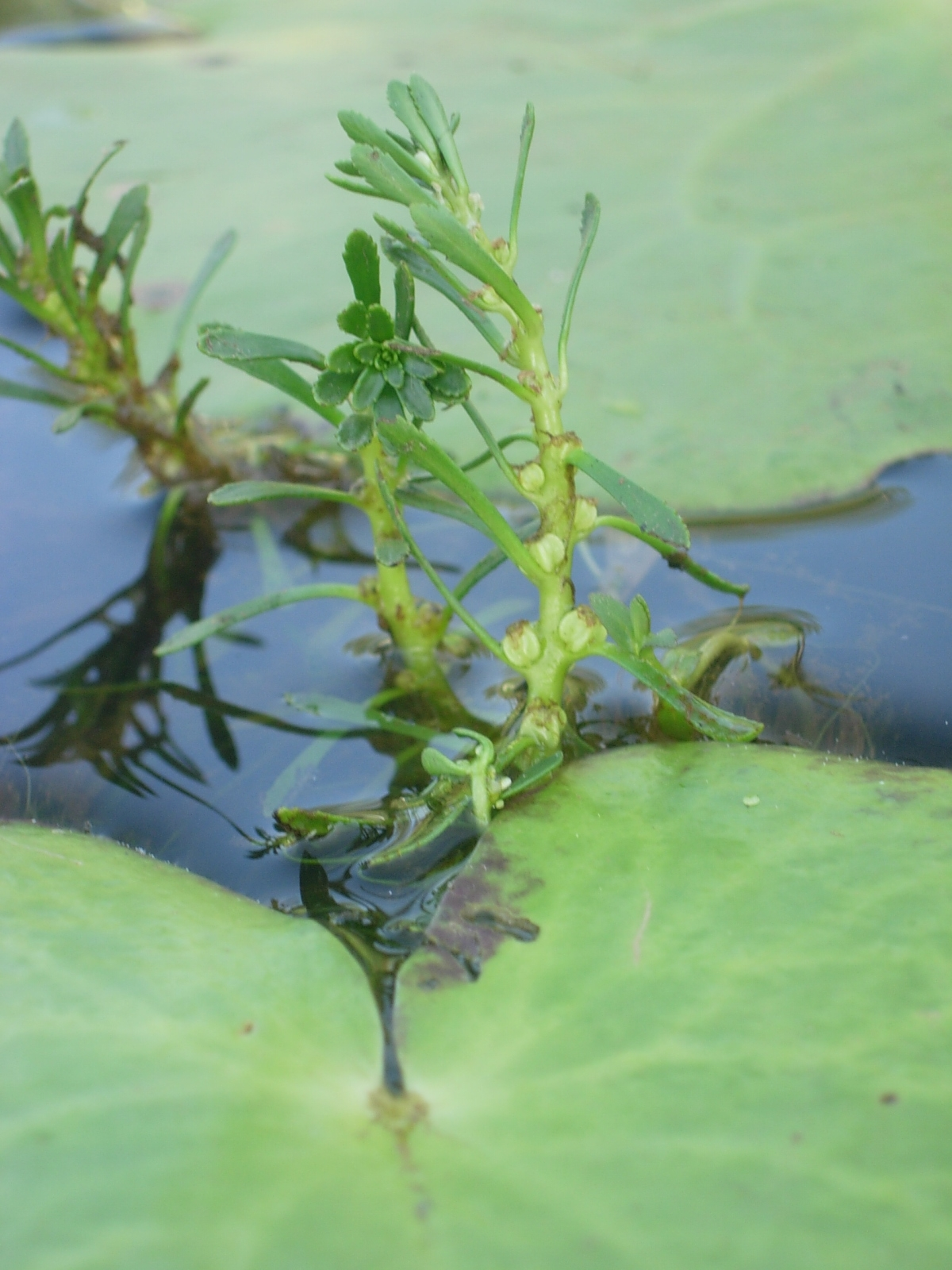
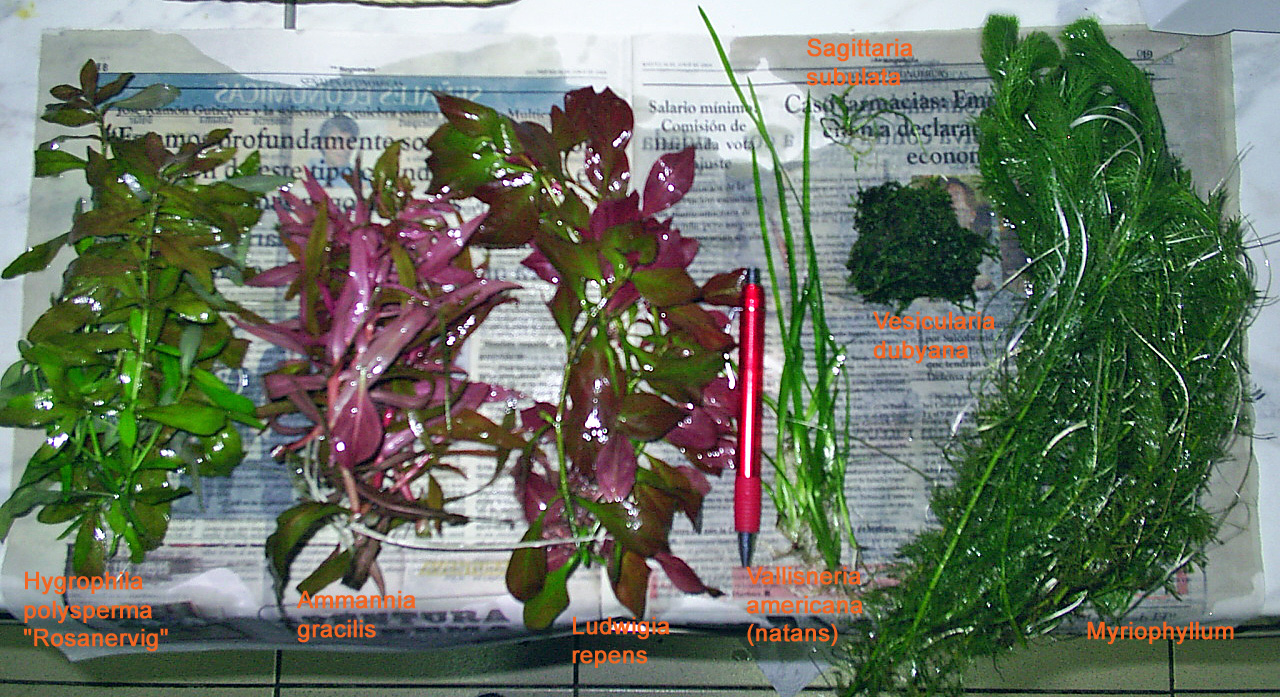
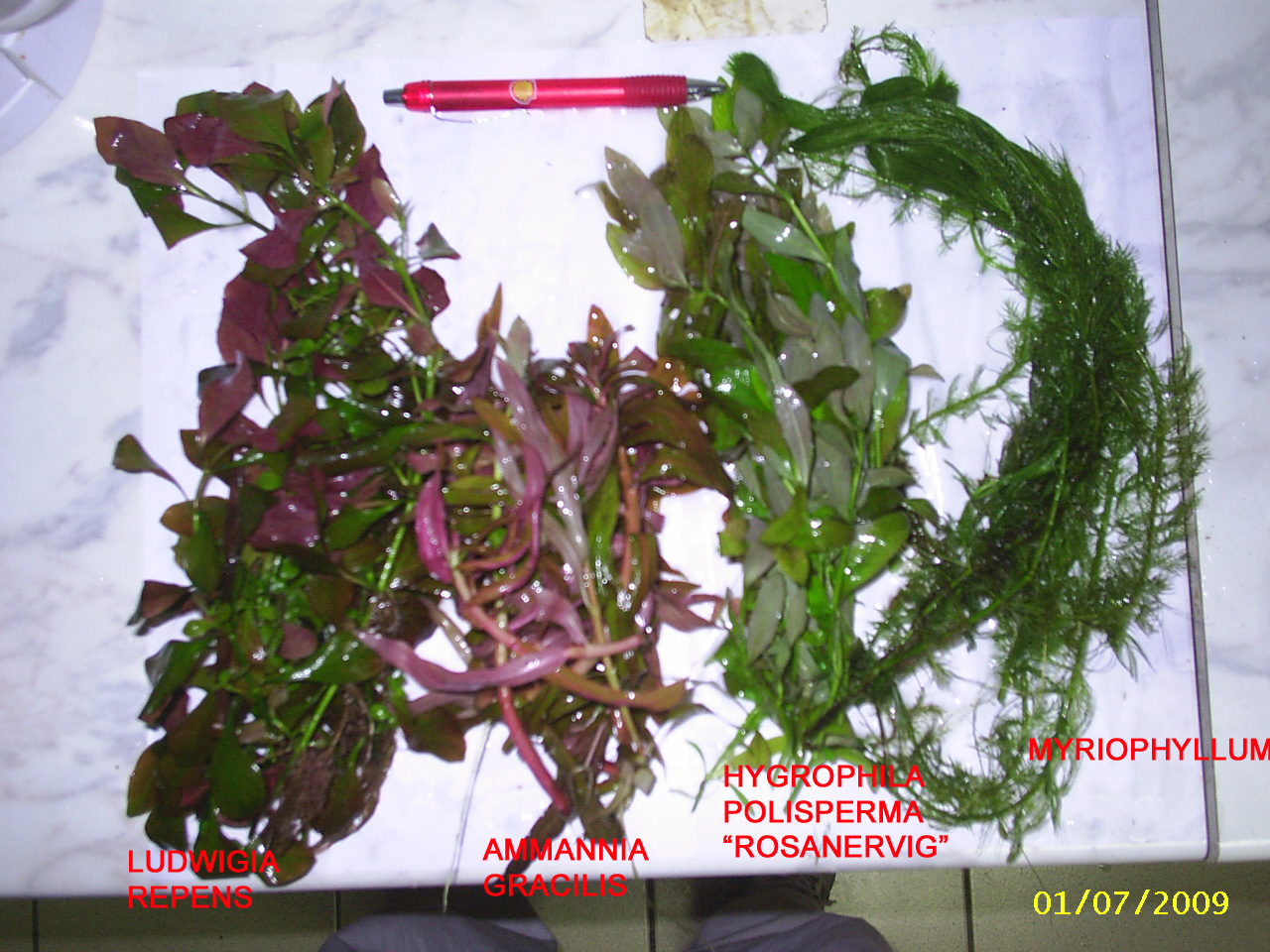
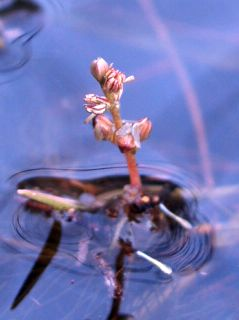
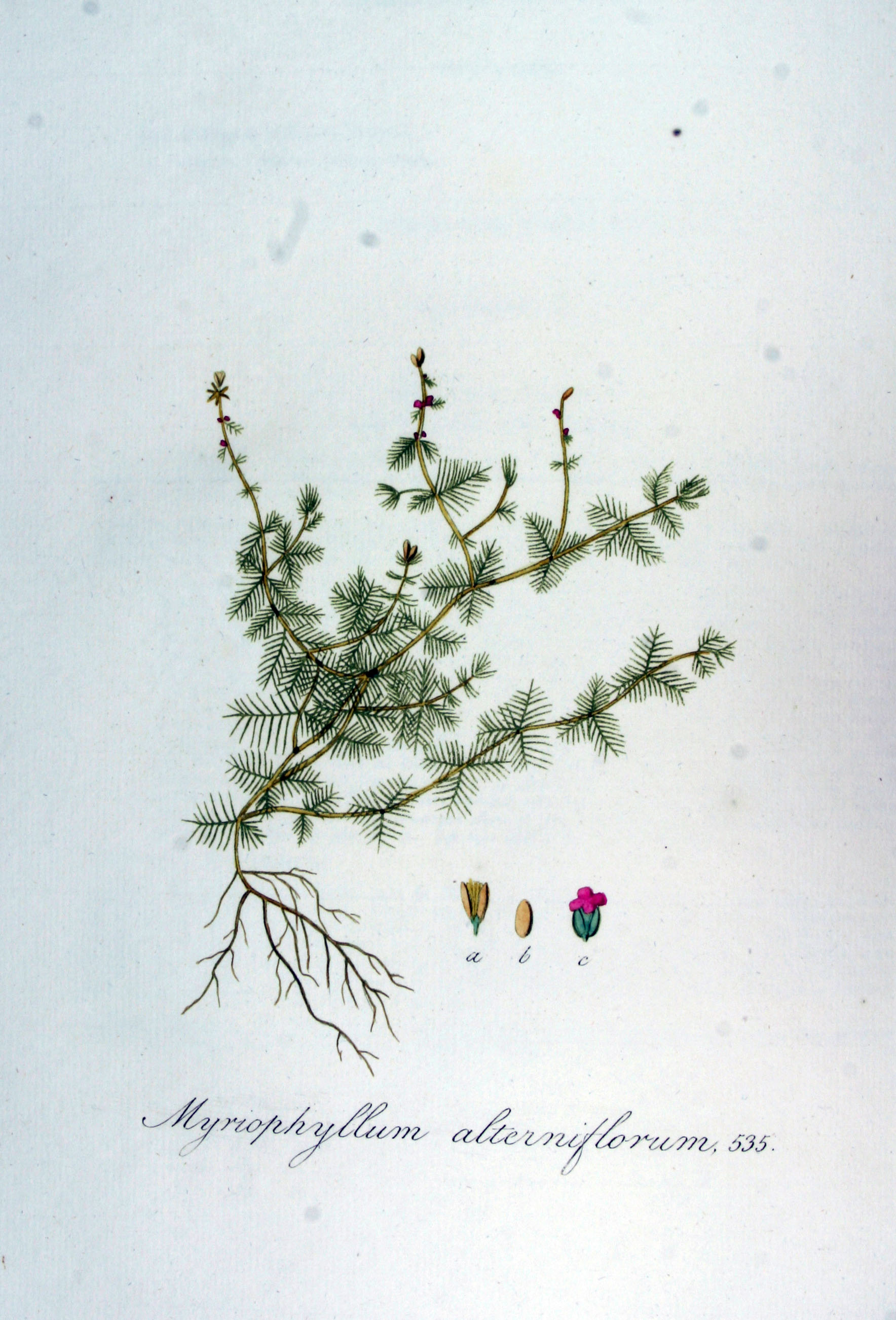

## Dottertaxa till Slingor, i alfabetisk ordning[1]
- Myriophyllum alpinum
- Myriophyllum alterniflorum
- Myriophyllum amphibium
- Myriophyllum aquaticum
- Myriophyllum artesium
- Myriophyllum austropygmaeum
- Myriophyllum axilliflorum
- Myriophyllum balladoniense
- Myriophyllum bonii
- Myriophyllum callitrichoides
- Myriophyllum caput-medusae
- Myriophyllum coronatum
- Myriophyllum costatum
- Myriophyllum crispatum
- Myriophyllum decussatum
- Myriophyllum dicoccum
- Myriophyllum drummondii
- Myriophyllum echinatum
- Myriophyllum exasperatum
- Myriophyllum farwellii
- Myriophyllum filiforme
- Myriophyllum glomeratum
- Myriophyllum gracile
- Myriophyllum heterophyllum
- Myriophyllum hippuroides
- Myriophyllum humile
- Myriophyllum implicatum
- Myriophyllum indicum
- Myriophyllum integrifolium
- Myriophyllum isoetophilum
- Myriophyllum jacobsii
- Myriophyllum lapidicola
- Myriophyllum latifolium
- Myriophyllum laxum
- Myriophyllum limnophilum
- Myriophyllum lophatum
- Myriophyllum mexicanum
- Myriophyllum mezianum
- Myriophyllum muelleri
- Myriophyllum muricatum
- Myriophyllum oguraense
- Myriophyllum pallidum
- Myriophyllum papillosum
- Myriophyllum pedunculatum
- Myriophyllum petraeum
- Myriophyllum pinnatum
- Myriophyllum porcatum
- Myriophyllum propinquum
- Myriophyllum pygmaeum
- Myriophyllum quitense
- Myriophyllum robustum
- Myriophyllum salsugineum
- Myriophyllum siamense
- Myriophyllum sibiricum
- Myriophyllum simulans
- Myriophyllum sparsiflorum
- Myriophyllum spicatum
- Myriophyllum striatum
- Myriophyllum tenellum
- Myriophyllum tetrandrum
- Myriophyllum tillaeoides
- Myriophyllum trachycarpum
- Myriophyllum trifidum
- Myriophyllum triphyllum
- Myriophyllum ussuriense
- Myriophyllum variifolium
- Myriophyllum verrucosum
- Myriophyllum verticillatum
- Myriophyllum votschii